# Piedino il questurino

Maria (Irina Maleeva) con e il brigadiere Franco Petralia (Franco Franchi) in una scena del film

Piedino il questurino è un film del 1974 diretto da Franco Lo Cascio.
Il film, di produzione italiana, ha per protagonista Franco Franchi ed è una parodia di Piedone lo sbirro, pellicola di successo dell'anno precedente con protagonista Bud Spencer.

## Trama
Il brigadiere Petralia, poliziotto partenopeo uso a mettere nei pasticci il suo diretto superiore commissario Pappacoda a causa delle sballate indagini e dell'incapacità a raccogliere elementi probanti, fa casualmente amicizia con Maria, una ragazza dedita al contrabbando spicciolo di sigarette e appartenente alla famiglia di Ferdinando il Barone. Le visite alla amichetta sono per il brigadiere l'occasione onde fornire con la massima sprovvedutezza notizie che, dietro miseri compensi, Ferdinando passa ai Fratelli Pera, briganti di ben altra statura. In tal modo i Pera svaligiano banche, rubano un Correggio, si assicurano ingenti quantità di droga e sequestrano Polpetti, miliardario re della gomma, per il cui riscatto chiedono dieci miliardi. Mentre i parenti del sequestrato inviano l'espertissimo Bondi con il compito di fare scomparire del tutto il Polpetti, questa volta Petralia trova alleati nella famiglia di Maria e sgomina la banda napoletana. Invitato alla Casa Bianca, gli viene affidato il caso Watergate.